# Josef Effenberger
Josef Effenberger (Praga, 18 ottobre 1901 – Praga, 11 novembre 1983) è stato un ginnasta ceco, vincitore della medaglia d'argento olimpica nel concorso a squadre di Amsterdam 1928, dove venne scelto come portabandiera per la cerimonia d'apertura.
Nella stessa edizione gareggiò in tutti gli attrezzi classificandosi nono alla sbarra, decimo al cavallo con maniglie, quattordicesimo nel concorso individuale, quindicesimo alle parallele simmetriche, ventiduesimo agli anelli e quarantaseiesimo al volteggio.
In carriera vantava anche due ori mondiali, sempre a squadre, a Lione 1926 e Lussemburgo 1930.

## Palmarès
- Giochi olimpici

Amsterdam 1928: argento nel concorso a squadre.
- Campionati mondiali

Lione 1926: oro nel concorso a squadre.
Lussemburgo 1930: oro nel concorso a squadre.